# Temporada 1981-82 de los Milwaukee Bucks
La temporada 1981-82 fue la decimocuarta de los Milwaukee Bucks en la NBA. La temporada regular acabó con 55 victorias y 27 derrotas, ocupando el segundo puesto de la Conferencia Este, clasificándose para los playoffs, en los que cayeron en semifinales de conferencia por segunda temporada consecutiva ante los Philadelphia 76ers.

## Elecciones en elDraft
| Ronda | Puesto | Jugador      | Posición  | Nacionalidad   | Universidad   |
| ----- | ------ | ------------ | --------- | -------------- | ------------- |
| 1     | 21     | Alton Lister | Ala-Pívot | Estados Unidos | Arizona State |

## Temporada regular
| División Central    | División Central | División Central | División Central | División Central | División Central | División Central | División Central | División Central |
| Equipo              | G                | P                | %                | PD               | Casa             | Fuera            | Div              |                  |
| ------------------- | ---------------- | ---------------- | ---------------- | ---------------- | ---------------- | ---------------- | ---------------- | ---------------- |
| y-Milwaukee Bucks   | 55               | 27               | .671             | –                | 31–10            | 24–17            | 24–6             |                  |
| x-Atlanta Hawks     | 42               | 40               | .512             | 13.0             | 24–17            | 18–23            | 15–14            |                  |
| Detroit Pistons     | 39               | 43               | .476             | 16.0             | 23–18            | 16–25            | 19–11            |                  |
| Indiana Pacers      | 35               | 47               | .427             | 20.0             | 25–16            | 10–31            | 14–16            |                  |
| Chicago Bulls       | 34               | 48               | .415             | 21.0             | 22–19            | 12–29            | 12–17            |                  |
| Cleveland Cavaliers | 15               | 67               | .183             | 40.0             | 9–32             | 6–35             | 5–25             |                  |

## Playoffs

### Semiinales de Conferencia
Philadelphia 76ers vs. Milwaukee Bucks 
| Fecha       | Partido                                     | Ciudad     |
| ----------- | ------------------------------------------- | ---------- |
| 25 de abril | Philadelphia 76ers 125, Milwaukee Bucks 122 | Filadelfia |
| 28 de abril | Philadelphia 76ers 120, Milwaukee Bucks 108 | Filadelfia |
| 1 de mayo   | Milwaukee Bucks 92, Philadelphia 76ers 91   | Milwaukee  |
| 2 de mayo   | Milwaukee Bucks 93, Philadelphia 76ers 100  | Milwaukee  |
| 5 de mayo   | Philadelphia 76ers 98, Milwaukee Bucks 110  | Filadelfia |
| 7 de mayo   | Milwaukee Bucks 90, Philadelphia 76ers 102  | Milwaukee  |
|             | Philadelphia 76ers gana las series 4-2      |            |

## Estadísticas
| Rk | Jugador          | Edad | P  | PT | MP   | TC  | TCI  | %TC  | T3  | T3I | %T3  | TL  | TLI | %TL  | RO  | RD  | RT  | AS  | RB  | TAP | BP  | FP  | PTS  |
| -- | ---------------- | ---- | -- | -- | ---- | --- | ---- | ---- | --- | --- | ---- | --- | --- | ---- | --- | --- | --- | --- | --- | --- | --- | --- | ---- |
| 1  | Sidney Moncrief  | 24   | 80 | 80 | 37.3 | 7.0 | 13.3 | .523 | 0.0 | 0.2 | .524 | 5.9 | 7.2 | .817 | 2.8 | 3.9 | 6.7 | 4.8 | 1.7 | 0.3 | 2.6 | 2.6 | 19.8 |
| 2  | Marques Johnson  | 25   | 60 | 52 | 31.7 | 6.7 | 12.7 | .532 | 0.0 | 0.1 | .000 | 3.0 | 4.3 | .700 | 2.6 | 3.5 | 6.1 | 3.6 | 1.0 | 0.6 | 2.4 | 2.4 | 16.5 |
| 3  | Quinn Buckner    | 27   | 70 | 70 | 30.8 | 5.7 | 11.7 | .482 | 0.1 | 0.2 | .267 | 1.6 | 2.4 | .655 | 1.1 | 2.5 | 3.6 | 4.7 | 2.5 | 0.0 | 2.6 | 3.1 | 12.9 |
| 4  | Brian Winters    | 29   | 61 | 13 | 30.0 | 6.6 | 13.2 | .501 | 0.6 | 1.5 | .387 | 2.0 | 2.6 | .788 | 0.8 | 2.0 | 2.8 | 4.1 | 0.9 | 0.1 | 1.9 | 3.1 | 15.9 |
| 5  | Bob Lanier       | 33   | 74 | 72 | 26.8 | 5.5 | 9.9  | .558 | 0.0 | 0.0 | .000 | 2.5 | 3.3 | .752 | 1.2 | 4.0 | 5.2 | 3.0 | 1.0 | 0.8 | 2.2 | 2.9 | 13.5 |
| 6  | Mickey Johnson   | 29   | 76 | 71 | 25.4 | 4.9 | 10.0 | .491 | 0.0 | 0.1 | .143 | 3.1 | 3.8 | .801 | 1.8 | 4.2 | 6.0 | 2.8 | 0.9 | 0.6 | 2.5 | 3.2 | 12.9 |
| 7  | Junior Bridgeman | 28   | 41 | 4  | 22.5 | 5.1 | 10.6 | .483 | 0.1 | 0.2 | .444 | 2.2 | 2.5 | .864 | 0.9 | 2.1 | 3.0 | 2.7 | 0.7 | 0.1 | 1.6 | 2.2 | 12.5 |
| 8  | Harvey Catchings | 30   | 80 | 9  | 20.0 | 1.2 | 2.8  | .420 | 0.0 | 0.0 |      | 0.5 | 0.9 | .594 | 1.6 | 2.8 | 4.5 | 1.2 | 0.5 | 1.7 | 1.2 | 3.0 | 2.9  |
| 9  | Robert Smith     | 26   | 17 | 1  | 18.6 | 3.1 | 6.5  | .473 | 0.1 | 0.6 | .200 | 0.6 | 0.7 | .833 | 0.1 | 0.8 | 0.8 | 2.6 | 0.6 | 0.1 | 0.8 | 2.1 | 6.8  |
| 10 | Scott May        | 27   | 65 | 7  | 18.3 | 3.3 | 6.4  | .508 | 0.0 | 0.1 | .000 | 2.4 | 3.0 | .824 | 1.3 | 2.0 | 3.4 | 2.0 | 0.8 | 0.1 | 1.4 | 2.3 | 9.0  |
| 11 | Bob Dandridge    | 34   | 11 | 0  | 15.8 | 1.9 | 5.0  | .382 | 0.0 | 0.0 |      | 0.9 | 1.5 | .588 | 0.4 | 1.2 | 1.5 | 1.2 | 0.5 | 0.2 | 1.0 | 2.3 | 4.7  |
| 12 | Alton Lister     | 23   | 80 | 23 | 14.8 | 1.9 | 3.6  | .519 | 0.0 | 0.0 |      | 0.8 | 1.5 | .520 | 1.4 | 3.5 | 4.8 | 1.1 | 0.2 | 1.5 | 1.6 | 3.0 | 4.5  |
| 13 | Pat Cummings     | 25   | 78 | 7  | 14.5 | 2.8 | 5.5  | .509 | 0.0 | 0.0 | .000 | 0.9 | 1.2 | .736 | 0.8 | 2.4 | 3.1 | 1.3 | 0.3 | 0.1 | 1.4 | 2.9 | 6.5  |
| 14 | Mike Evans       | 26   | 14 | 0  | 14.0 | 1.7 | 3.6  | .471 | 0.0 | 0.1 | .000 | 0.6 | 0.9 | .667 | 0.2 | 0.6 | 0.9 | 1.6 | 0.6 | 0.0 | 1.1 | 1.9 | 4.0  |
| 15 | Kevin Stacom     | 30   | 7  | 0  | 12.9 | 2.0 | 4.9  | .412 | 0.1 | 0.3 | .500 | 0.1 | 0.3 | .500 | 0.3 | 0.7 | 1.0 | 1.0 | 0.1 | 0.0 | 1.3 | 0.9 | 4.3  |
| 16 | Brad Holland     | 25   | 1  | 0  | 9.0  | 0.0 | 5.0  | .000 | 0.0 | 0.0 |      | 0.0 | 2.0 | .000 | 0.0 | 0.0 | 0.0 | 2.0 | 0.0 | 0.0 | 1.0 | 1.0 | 0.0  |
| 17 | Geoff Crompton   | 26   | 35 | 1  | 5.8  | 0.3 | 0.9  | .344 | 0.0 | 0.0 |      | 0.2 | 0.4 | .400 | 0.3 | 0.9 | 1.2 | 0.4 | 0.2 | 0.3 | 0.5 | 1.1 | 0.8  |

## Galardones y récords
| Jugador         | Galardón                                                                     |
| Sidney Moncrief | 2.º Mejor quinteto de la NBA 2.º Mejor quinteto defensivo de la NBA All-Star |
| Quinn Buckner   | 2.º Mejor quinteto defensivo de la NBA                                       |
| Bob Lanier      | All-Star                                                                     |